# یواس‌اس آلاباما (۱۸۵۰)
یواس‌اس آلاباما (۱۸۵۰) (به انگلیسی: USS Alabama (1850)) یک کشتی بود که طول آن ۲۱۴ فوت ۴ اینچ (۶۵٫۳۳ متر) بود. این کشتی در سال ۱۸۵۰ ساخته شد.